# Pier Paolo Parisio
Pier Paolo Parisio (anche Pierpaolo o Pietro Paolo) (Cosenza, 1473 – Roma, 11 maggio 1545) è stato un cardinale, vescovo cattolico e giurista italiano.

## Biografia

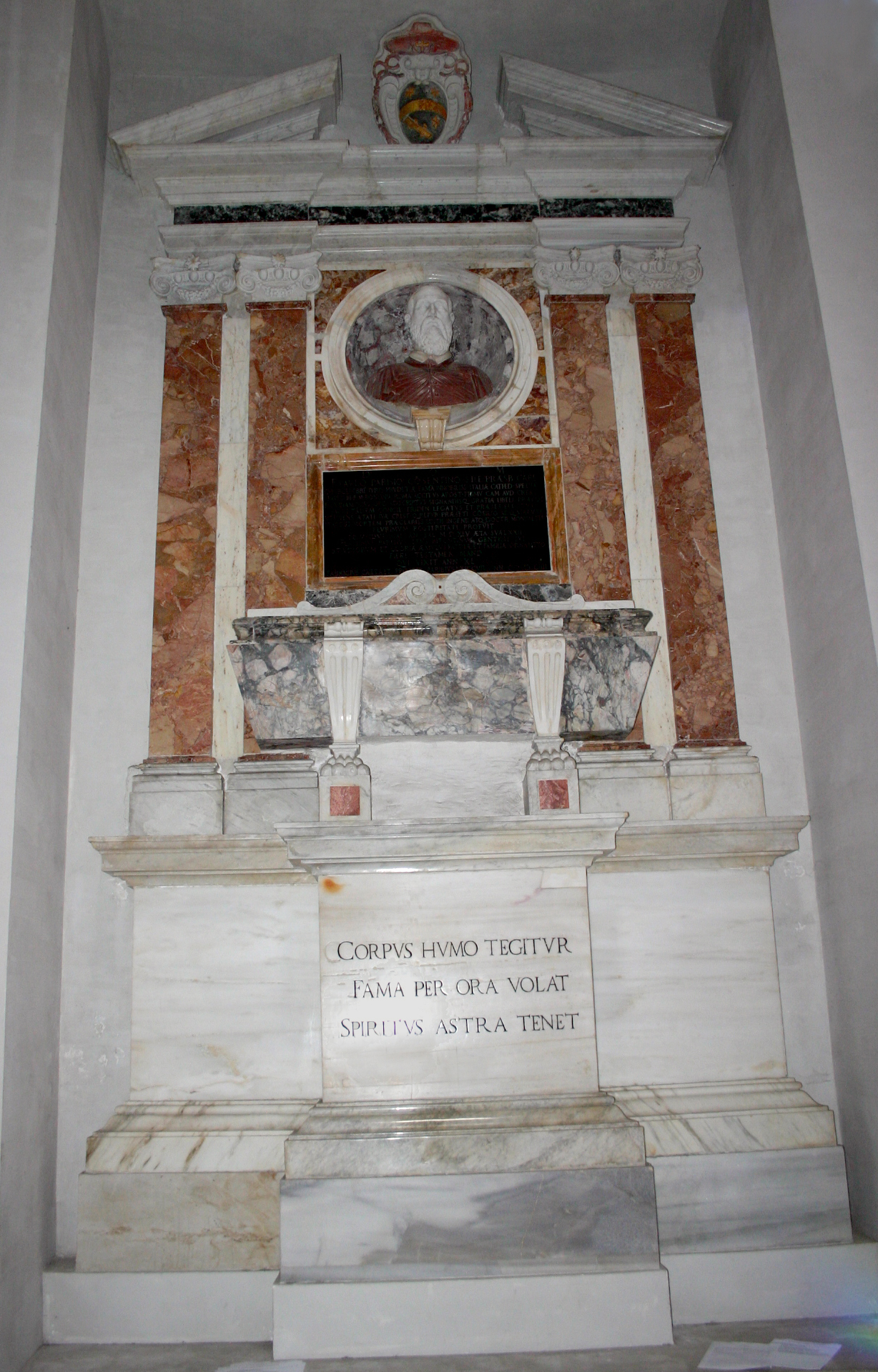
Monumento funebre del cardinale, Basilica di Santa Maria degli Angeli e dei Martiri, Roma

Nato dal ramo cosentino della nobile famiglia dei Parisio, da Ruggiero, magistrato, e Covella di Francia, fu celebre giurista ed insegnò presso le Università di Padova e di Bologna. Rimasto vedovo, entrò nella carriera ecclesiastica e l'11 gennaio 1538 fu nominato vescovo di Nusco. Nel concistoro del 19 dicembre 1539 fu elevato alla dignità cardinalizia da papa Paolo III, ricevendo il titolo cardinalizio di Santa Balbina. Fu legato a latere, con il cardinale Marcello Cervini, presso l'imperatore Carlo V che si trovava a Genova. Con i cardinali Reginald Pole e Giovanni Gerolamo Morone fu nominato presidente del Concilio di Trento.
Il 4 luglio 1542 Paolo III affiancò a Gian Pietro Carafa, il futuro papa Paolo IV, una commissione di cardinali per coordinare l'attività dell'inquisizione: Pier Paolo Parisio è allineato agli intransigenti con Carafa, Bartolomeo Guidiccioni e Dionisio Laurerio; completano la commissione i due concilianti Giovanni Morone e Tommaso Badia.
Fu sepolto nella Basilica di Santa Maria degli Angeli e dei Martiri a Roma; suo nipote Flaminio Parisio, vescovo di Bitonto, fece erigere un elegante monumento con busto in marmo ed elogio funebre.

### Opere
Lasciò numerose opere di diritto civile e canonico, tra cui i 4 volumi di Consilia pubblicati postumi nel 1570.